# Grattacieli di San Paolo (Brasile)
La città di San Paolo del Brasile possiede più di 1200 edifici più alti di 100 metri. Il titolo di edificio più alto della città spetta al Mirante do Vale (170 metri). 
La città ha posseduto per un certo tempo il grattacielo più alto del Sudamerica, l'Edificio Martinelli (inaugurato nel 1929). Oggi, tuttavia, sono pochi i grattacieli che superano i 150 metri; i più alti sono essenzialmente situati nel centro della città o lungo l'Avenida Paulista.

## Grattacieli più alti
| Pos. | Nome                            | Immagine | Altezza (m) | Piani | Anno | Note                            |
| ---- | ------------------------------- | -------- | ----------- | ----- | ---- | ------------------------------- |
| 1    | Residencial Figueira            |          | 182         | 52    | 2020 |                                 |
| 2    | Mirante do Vale                 |          | 170         | 51    | 1960 | - Edificio più alto della città |
| 3    | Edificio Italia                 |          | 165         | 45    | 1965 |                                 |
| 4    | Edificio Altino Arantes         |          | 161         | 40    | 1947 |                                 |
| 5    | Edifício Emiliano Anália Franco |          | 160         | 42    | 2012 |                                 |
| 6    | Torre Norte                     |          | 158         | 45    | 2000 |                                 |
| 7    | Company Business Towers Torre A |          | 158         | 41    | 2010 |                                 |
| 7=   | Edifício Begônias               |          | 158         | 41    | 2008 |                                 |
| 7=   | Edifício Jabuticabeiras         |          | 158         | 41    | 2008 |                                 |
| 7=   | Edifício Magnólias              |          | 158         | 41    | 2008 |                                 |
| 7=   | Edifício Resedá                 |          | 158         | 41    | 2008 |                                 |
| 7=   | Edifício Zíneas                 |          | 158         | 41    | 2008 |                                 |
| 7=   | Edifício Ipês                   |          | 158         | 41    | 2008 |                                 |
| 7=   | Edifício Limantos               |          | 158         | 41    | 2010 |                                 |
| 15   | Flórida Penthouses A            |          | 152         | 40    | 2008 |                                 |
| 16   | Torre São Paulo                 |          | 151         | 35    | 2009 |                                 |